# Yuanmousaurus
Yuanmousaurus là một chi khủng long, được Lü Li S. Ji Q. Wang G. F. Zhang J. H. & Dong mô tả khoa học năm 2006.